# Sdružení pro rozvoj a obnovu obcí Vranovska
Sdružení pro rozvoj a obnovu obcí Vranovska se rozkládá na jihozápadě okresu Znojmo, leží na hranici okresů Znojmo v Jihomoravském kraji a Třebíč v kraji Vysočina u státní hranice s Rakouskem. Mikroregion je svazkem obcí s centrem ve Vranově nad Dyjí. Sdružuje celkem 21 obcí a byl založen v roce 1998.

## Turistické zajímavosti
- zámek ve Vranově nad Dyjí
- hrad Bítov
- zámek Uherčice
- zřícenina hradu Cornštejn
- Vodní nádrž Vranov
- Národní park Podyjí

## Obce sdružení
- Bítov
- Chvalatice
- Korolupy
- Lančov
- Lesná
- Lubnice
- Onšov
- Oslnovice
- Podhradí nad Dyjí
- Podmyče
- Stálky
- Starý Petřín
- Šafov
- Štítary
- Šumná
- Uherčice
- Vranov nad Dyjí
- Vratěnín
- Vysočany
- Zálesí
- Zblovice